# Нешавский уезд
Нешавский уезд — административная единица в составе Варшавской губернии Российской империи, существовавшая c 1837 года по 1919 год. Административный центр — город Нешава.

## История
Уезд образован в 1837 году в составе Мазовецкой губернии. С 1844 года — в Варшавской губернии. В начале XX века центр уезда был перенесен в посад Радеев. В 1919 году преобразован в Александрувский повят Варшавского воеводства Польши.

## Население
По переписи 1897 года население уезда составляло 79 507 человек, в том числе в городе Нешава — 2639 жит., в посаде Радеев — 3000 жит.

### Национальный состав
Национальный состав по переписи 1897 года:
- поляки — 66 785 чел. (84,0 %),
- немцы — 8304 чел. (10,4 %),
- евреи — 2921 чел. (3,7 %),
- русские — 1229 чел. (1,5 %),

## Административное деление
В 1913 году в состав уезда входило 13 гмин: 
| - Богушице — д. Вымослово, - Бондково — с. Слупы, - Бытонь — д. Витово, - Любане — с. Любане, - Осенцыны — пос. Осенцыны, - Пётрков — пос. Пётрков, - Радеев — пос. Радеев, | - Рацёнжек — пос. Рацёнжек, - Рушково — д. Полаево-Старе, - Сендзин — с. Крживосондз, - Служево — пос. Служев, - Срашево — д. Конецк, - Чаманин — с. Чаманин, |